# Neu-Kairo
Neu-Kairo (arabisch القاهرة الجديدة, DMG al-Qāhira al-Ǧadīda) ist eine Planstadt in der Metropolregion von Kairo in Ägypten mit dem Charakter einer Vorstadt. Die Stadt hat eine Fläche von etwa 300 Quadratkilometern und liegt am südöstlichen Rand des Gouvernement al-Qahira, 25 Kilometer östlich von Kairo entfernt, auf halber Strecke zur neuen Verwaltungshauptstadt Ägyptens. 2021 lag die Einwohnerzahl bei 313.139. In Zukunft soll die Stadt bis zu 5 Millionen Einwohner beherbergen können.

## Geschichte
Neu-Kairo ist eine der neuen Städte, die in und um Kairo gebaut wurden, um das Problem der Überlastung der Innenstadt von Kairo zu lindern. Sie wurde im Jahr 2000 durch ein Dekret des damaligen Präsidenten Husni Mubarak gegründet und wurde in den folgenden Jahren gebaut. Das Gebiet der Stadt wurde der Wüste abgerungen. Bei der Volkszählung 2006 lag die Einwohnerzahl bei ca. 122.000 Personen und stieg bis 2018 auf ca. 300.000 Personen an.
Am 27. April 2016 weihte Präsident Abdel Fattah Al-Sisi den neuen Hauptsitz des Innenministeriums in Neu-Kairo ein, welches aus Kairo nach Neu-Kairo verlegt wurde.

## Infrastruktur und Wirtschaft
Die Stadt verfügt über eine moderne Infrastruktur und wurde von der Regierung geplant, um gezielt Industrien anzusiedeln. In Neu-Kairo gibt es Dutzende von Fabriken. Die Stadt ist durch ein Netz von Buslinien und Taxis mit anderen Städten verbunden, verfügt jedoch nicht über ein U-Bahn-System. Die Stadt bezieht ihr Trinkwasser aus einer Wasseranlage in der nahegelegenen Stadt Obour.
In der Stadt befindet sich die Cairo Festival City, ein 285 Hektar großes Immobilienentwicklungsprojekt. Es hat Parks, Pools, Gärten, Gehwege, Geschäftsräume, ein großes Einkaufszentrum und einen Springbrunnen.
Aufgrund der hohen Immobilienpreise lebt vor allem die ägyptische Mittel- und Oberschicht in Neu-Kairo. Die Nachfrage nach Immobilien in der Stadt ist sehr hoch, da die Stadt über eine für ägyptische Verhältnisse hervorragende und sehr moderne Infrastruktur und Ausstattung verfügt. Kritisiert wird allerdings, dass sich die überwältigende Mehrheit der Ägypter keine Wohnung in Neu-Kairo leisten kann und deshalb die geplante Bevölkerungszahl vermutlich nicht erreicht werden wird.
In der Stadt haben sich mehrere internationale und nationale Bildungseinrichtungen und Universitäten angesiedelt, darunter sind u. a. die American University, die German University und die New Cairo Academy.

## Religion
Es gibt mehrere Moscheen in Neu-Kairo, und außerdem eine Kirche, die Virgin Mary and St. Bishoy Coptic Church. Die Stadt ist auch die Heimat eines koptischen Klosters. Im September 2016 genehmigte Präsident Sisi den Bau einer neuen koptischen orthodoxen Kirche in der Stadt.